# Hylaeus asperithorax
Hylaeus asperithorax là một loài Hymenoptera trong họ Colletidae. Loài này được Rayment mô tả khoa học năm 1927.